# Mesochorus bulbosus
Mesochorus bulbosus là một loài tò vò trong họ Ichneumonidae.